# 中央インターナショナルグループ
中央インターナショナルグループ株式会社（ちゅうおうインターナショナルグループ）は、佐賀県佐賀市に本社を置く、各種損害保険・生命保険の代理店事業を行っている会社である。

## 概要
1974年（昭和49年）に現代表大石正徳が佐賀県佐賀市において地元に密着した損害保険代理店として個人創業したのが前身となっている。
その後、1992年（平成4年）に法人化し、2001年（平成13年）に中央インターナショナルグループ株式会社へ商号変更を行い、グループ会社8社を擁するグループ企業体となっている
。
2014年（平成26年）7月14日には、保険代理店として初めて東京証券取引所TOKYO PRO Marketに上場した。
東京証券取引所TOKYO PRO Marketで唯一の保険代理店である（2016年12月20日現在）。

## 沿革
- 1974年（昭和49年）6月 - 創業[2]
- 1992年（平成4年）1月 - 設立[1]
- 1999年（平成11年）
  - 4月 - 有限会社イシイへの資本参加[1]
  - 7月 - 有限会社総合保険サービスを設立[1]
- 2001年（平成13年）1月 - 中央保険サービス株式会社を中央インターナショナルグループ株式会社へ商号変更[1]。グループ会社として中央保険サービス株式会社を設立[1]。
- 2005年（平成17年）11月 - 株式会社東北永愛友商事岩手がグループ入り[1]
- 2008年（平成20年）7月 - 有限会社東京中央サービスがグループ入り[1]
- 2009年（平成21年）11月 - 有限会社Cig商事がグループ入り[1]
- 2010年（平成22年）8月 - 株式会社中央保険サービス設立[1]
- 2011年（平成23年）9月 - 有限会社唐津中央サービスがグループ入り[1]
- 2014年（平成26年）7月 - 東京証券取引所TOKYO PRO Marketに上場[1]